# Encina de la Peana

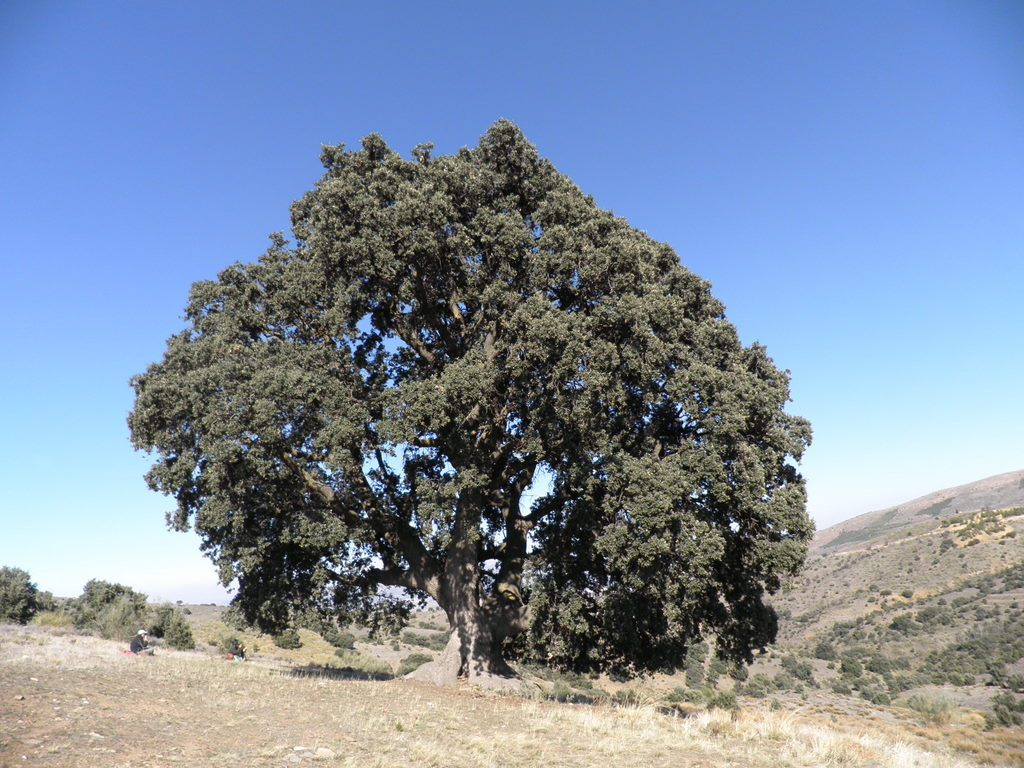
Encina de la Peana

Encina de la Peana (lingua spagnola, it. "leccio della Peana"), è un esemplare di leccio che si trova nella Sierra de los Filabres, precisamente nel territorio del comune di Serón (Provincia di Almería). È stata dichiarata Monumento naturale nel 2019.

## Descrizione
Si tratta dell'albero più grande dell'Andalusía, secondo il catalogo elaborato per la Consejería de Agricultura, Ganadería, Pesca y Desarrollo Sostenible della Giunta dell'Andalusia. La encina de la Peana è un albero millenario sito in un terreno privato della valle di La Loma. Lo spazio dove si trova corre parallelo alla strada locale di Serón. 
Un campione sopravvissuto mille anni, testimone del trascorrere del tempo e delle radicali trasformazioni che lo accompagnano. Questo leccio è noto popolarmente dagli abitanti locali come il "leccio millenario" (encina milenaria) o La Peana. Si tratta di una delle antiche vestigia di ciò che fu la vegetazione del bosco mediterraneo prevalente in altri tempi nella Sierra de los Filabres, testimone del deterioramento e dell'eccessivo sfruttamento del bosco mediterraneo che popolava queste montagne.